# Haverhill (New Hampshire)
Haverhill è un comune degli Stati Uniti d'America, capoluogo della contea di Grafton nello stato del New Hampshire.
Qua nacque il fotografo ed inventore James Ambrose Cutting.